# William Sterndale Bennett
Pour les articles homonymes, voir Bennett.
Sir William Sterndale Bennett (Sheffield, 13 avril 1816 — St. John's Wood, Londres, 1er février 1875) est le fondateur de la Bach Society, qui organise la première audition anglaise de la Passion selon Saint Matthieu de Jean-Sébastien Bach, à la Hanover Square Chambres à Londres le 6 avril 1854.

## Biographie
En 1833, son Premier Concerto pour piano produit une forte impression sur Felix Mendelssohn, avec lequel il se lie d'amitié.

## Œuvres
Pianiste et chef d'orchestre, il compose également six concertos pour piano et orchestre, une symphonie, de la musique de chambre et quelques œuvres chorales.
- Concerto pour piano et orchestre no 1, op. 1 en ré mineur (1832)
- Capriccio pour piano en ré mineur, op. 2
- Parisina (ouverture) op. 3 (1835)
- Concerto pour piano et orchestre no 2, op. 4 en mi bémol majeur (1833)
- Sextuor avec piano en fa dièse mineur op. 8 (1835)
- Concerto pour piano et orchestre no 3, op. 9 en ut mineur (1834)
- Trois Musical Sketches pour piano, op. 10
- Trois Impromptus pour piano, op. 12
- Sonate pour piano no 1 en fa mineur, op. 13
- Trois Romances pour piano, op. 14
- The Naiades (ouverture) op. 15 (1836)
- Fantasia en la pour piano, op. 16
- Diversions pour piano, op. 17
- Allegro Grazioso pour piano, op. 18
- Concerto pour piano et orchestre no 4, op. 19 en fa mineur (1838)
- The Wood Nymphs (ouverture) op. 20 (1838)
- Caprice pour piano et orchestre en mi majeur, op. 22
- Songs, op. 23
- Suite de Pièces pour piano, op. 24
- Rondo Piacevole pour piano, op. 25
- Chambre Trio, op. 26 (1839)
- Scherzo pour piano, op. 27
- Quatre Pièces pour piano, op. 28
- Deux Études caractéristiques pour piano, op. 29 (1841)
- Sonate en duo pour violoncelle & piano, op. 32
- Trente Préludes et leçons pour piano, op. 33
- Songs, op. 35
- Toccata pour piano, op. 38 (1850)
- The May Queen, Pastorale (cantate), op. 39 (1858)
- Paradis et la Péri Ouverture, op. 42
- Symphonie en sol mineur op. 43 (1864-1867)
- La Femme de Samarie (Cantate sacrée), op. 44
- Sonate pour piano no 2 en la bémol majeur, op. 46 « La Pucelle d'Orléans »
- Adagio pour piano et orchestre en sol mineur
- Rondo « Pas Triste, Pas Gai » pour piano
- Quatuor pour cordes en sol, WoO. 17
- Concerto pour piano et orchestre no 5, WoO. 32 en fa mineur (1836)
- Genevieve (Pièce pour piano), WoO. 42
- The May Queen Ouverture, WoO. 46
- Mélodie : Come Live With Me, WoO. 47
- Concerto pour piano et orchestre no 6, WoO. 48 en la (Concert-Stüke) composition en mains privées, inédite et non disponible
- Prélude pour piano en si bémol majeur, WoO. 60 (1863)

## Discographie
- Concertos pour piano et orchestre nos 1 & 3 - Caprice pour piano et orchestre ; Malcolm Binns, piano & London Philharmonic Orchestra, direction : Nicholas Braithwaite (1990, Lyrita SRCD204)
- Concertos pour piano et orchestre nos 2 & 5 - Adagio pour piano et orchestre : Malcolm Binns, piano & Philharmonia Orchestra, direction : Nicholas Braithwaite (1990, Lyrita SRCD205, édition 2007)
- Symphonie en sol mineur - Ouvertures The May Queen ; The Wood Nymphs ; The Naiades & Parisina :  London Philharmonic Orchestra & Philharmonia Orchestra (ouverture, The Naiades), direction : Nicholas Braithwaite (2007, Lyrita SRCD206)
- Concerto pour piano et orchestre no 4 - Caprice pour piano et orchestre  (+ Bache, Concerto pour piano et orchestre, op. 18) : BBC Scottish Symphony Orchestra, direction et piano : Howard Shelley (2007, collection. « Le Concerto romantique pour piano » vol. 43, Hyperion CDA 67595)
- Concertos pour piano et orchestre nos 1, 2 & 3 :  BBC Scottish Symphony Orchestra, direction et piano : Howard Shelley (2018, collection. « Le Concerto romantique pour piano », vol. 74, Hyperion CDA 68178)